# روبرتو أرلت
روبرتو ارلت (بالإسبانية: Roberto Arlt)‏
المولد: 26 أبريل 1900 - بوينس آيرس - الأرجنتين
الوفاة: 26 يوليو 1942 - الأرجنتين
الوظيفة: كاتب، صحفي ومخترع
النوع: رواية، قصة ومسرح
روبرتو ايميليه جوفريده ارلت (بوينس آيرس، 26 أبريل 1900 ,26 يوليو 1942) عرف بروبرتو ارلت، كان روائى، كاتب قصص قصيرة، كتب مسرحي، صحفي ومخترع ارجنتينى.

## روابط خارجية
- روبرتو أرلت على موقع IMDb (الإنجليزية)
- روبرتو أرلت على موقع الموسوعة البريطانية (الإنجليزية)